# Raid Dolnośląski 1958
2. Rajd Dolnośląski – 2. edycja Rajdu Dolnośląskiego. Był to rajd samochodowy rozgrywany od 5 do 6 sierpnia 1958 roku. Była to trzecia runda Rajdowych Samochodowych Mistrzostw Polski w roku 1958. Zawodnicy byli klasyfikowani w poszczególnych klasach, nie było klasyfikacji generalnej.

## Wyniki końcowe rajdu[1]

### Klasa VIII
| Miejsce | Kierowca            | Samochód          | Punkty |
| ------- | ------------------- | ----------------- | ------ |
| 1       | Zygmunt Wróblewski  | FSO Warszawa M 20 | 249,0  |
| 2       | Ksawery Frank       | Opel Kapitan      | 252,0  |
| 3       | Stanisław Plucha    | FSO Warszawa M 20 | 272,3  |
| 4       | Mieczysław Sochacki | FSO Warszawa M 20 | 367,8  |
| 5       | Renc Roszewski      | FSO Warszawa M 20 | 530,3  |
| 6       | Zbigniew Łyszcz     | Opel Kapitan      | 779,8  |

### Klasa VII
| Miejsce | Kierowca         | Samochód      | Punkty |
| ------- | ---------------- | ------------- | ------ |
| 1       | Edward Kuszewski | Citroen BL 11 | 326,6  |
| 2       | Michał Bieder    | Citroen BL 11 | 471,8  |

### Klasa V
| Miejsce | Kierowca            | Samochód     | Punkty |
| ------- | ------------------- | ------------ | ------ |
| 1       | Antoni Weiner       | Simca Aronde | 179,2  |
| 2       | Adam Wędrychowski   | Simca Aronde | 197,7  |
| 3       | Czesław Wodnicki    | Simca Aronde | 365,4  |
| 4       | Aleksander Sobański | Simca Aronde | 376,1  |
| 5       | Stefan Goński       | Simca Aronde | 406,8  |
| 6       | Jan Brońka          | Simca Aronde | 458,0  |

### Klasa IV
| Miejsce | Kierowca             | Samochód         | Punkty |
| ------- | -------------------- | ---------------- | ------ |
| 1       | Kazimierz Tarczyński | Renault Dauphine | 207,4  |
| 2       | Stanisław Rusiniak   | Renault Dauphine |        |
| 3       | Stanisław Cencora    | Wartburg         | 215,8  |
| 4       | Henryk Steinhausel   | IFA F9           | 219,7  |
| 5       | H. Koszewski         | Wartburg         | 270,7  |

### Klasa III
| Miejsce | Kierowca           | Samochód     | Punkty |
| ------- | ------------------ | ------------ | ------ |
| 1       | Jerzy Zaczeniuk    | Renault 4 CV | 212,0  |
| 2       | Stanisław Wierzba  | FSO Syrena   | 213,5  |
| 3       | Marek Varisella    | FSO Syrena   | 230,1  |
| 4       | Zbigniew Cichowski | Fiat 600     | 268,7  |
| 5       | Barbara Wojtowicz  | Fiat 600     | 269,3  |
| 6       | Marian Zatoń       | FSO Syrena   | 285,3  |
| ...     | ...                | ...          | ...    |
| 10      | Marian Repeta      | FSO Syrena   |        |